# Pedro Luján (camarero del rey)
Pedro Luján fue señor de la casa de los Lujanes en Madrid, que fue muy estimado, por su valor, del rey Juan II, de quien fue camarero.
Tenía gran influencia con Don Álvaro de Luna y fue uno de los que permanecieron cuando el condestable cayó en desgracia. Permaneció siempre fiel al rey y construyó una capilla, en la que fue enterrado, así como su hijo Juan el bueno.
Casó en segundas nupcias con Inés de Bracamonte, una nieta de Robert de Bracquemont; también ella en segundas nupcias al haber enviudado de su primer marido.